# Société générale des prisons
La Société générale des prisons est une ancienne association fondée en 1877, avec pour objet de défendre une amélioration de la condition pénitentaire et se voulant un relais entre l'Administration et l'opinion publique. 
Par un décret du 14 décembre 1924, elle devient la "Société générale des prisons et de législation criminelle".
La société publie la Revue pénitentiaire et de droit pénal.

## Historique
Inspirée par Charles Lucas, la société est fondée en 1877 notamment par Jules Dufaure.

### Liste des présidents
- Jules Dufaure
- Marc Ancel
- Henri Joly
- Félix Voisin
- 1892 : Ernest Cresson
- 1924 : Georges Leredu